# Чанелвју (Тексас)
Чанелвју (енгл. Channelview) насељено је место без административног статуса у америчкој савезној држави Тексас.

## Демографија
По попису из 2010. године број становника је 38.289, што је 8.604 (29,0%) становника више него 2000. године.
| Група             | 2000.          | 2010.          |
| Белци             | 13.841 (46,6%) | 8.483 (22,2%)  |
| Афроамериканци    | 3.867 (13,0%)  | 5.861 (15,3%)  |
| Азијати           | 603 (2,0%)     | 615 (1,6%)     |
| Хиспаноамериканци | 11.017 (37,1%) | 23.100 (60,3%) |
| Укупно            | 29.685         | 38.289         |